# Simón Niger
Simón Niger es un personaje del Libro de los Hechos del Nuevo Testamento. Se le menciona en Hechos 13:1 como uno de los «profetas y maestros» de la iglesia de Antioquía: 

En la iglesia de Antioquía había profetas y maestros: Bernabé, Simón el que se llamaba Niger, Lucio de Cirene, Manahén (que se había criado con Herodes el tetrarca) y Saulo.

Algunos interpretan que el apodo Niger significa «negro», refiriéndose a una tez oscura o a la ascendencia africana, ya que niger es la palabra latina para negro.
Algunos comentaristas identifican a Simón como la misma persona que Simón de Cirene, y al hijo de Simón, Rufo, como la misma persona que Rufo nombrado en Romanos 16.